# Blang Rambong (Peusangan)
Blang Rambong is een bestuurslaag in het regentschap Bireuen van de provincie Atjeh, Indonesië. Blang Rambong telt 674 inwoners (volkstelling 2010).